# Gaby Perin-Gopie
Gaby K. Perin-Gopie (geb. 29. Oktober 1986 in Zoetermeer) ist eine niederländische Politikerin (Volt). Seit dem 13. Juni 2023 ist sie Mitglied in der Ersten Kammer der Generalstaaten und Fraktionsvorsitzende für ihre Partei.

## Biografie
Von 2005 bis 2009 studierte Perin-Gopie Psychologie an der Universität Leiden und schloss ihr Studium mit einem Master ab. Seit Mai 2022 ist sie Vorsitzende des Gewerkschaftsverbundes CNV für  Pflege und Wohlfahrt. Zuvor arbeitete sie als politische Referentin im Ministerium für Bildung, Kultur und Wissenschaft sowie im Ministerium für Gesundheit, Wohlfahrt und Sport.
Perin-Gopie war Listenführerin bei den Senatswahlen 2023 und seit dem 13. Juni 2023 Mitglied in der Ersten Kammer der Generalstaaten und Fraktionsvorsitzende für ihre Partei.
Sie ist Mitglied in folgenden Senatsausschüssen:
- Interne Angelegenheiten
- Kollegium der Fraktionsvorsitzenden
- Wirtschaft und Klima
- Einwanderung und Asyl / Justiz und Inneres der Europäischen Union
- Landwirtschaft, Natur und Lebensmittelqualität
- Bildung, Kultur und Wissenschaft
- Soziale Angelegenheiten und Beschäftigung
- Öffentliche Gesundheit, Wohlfahrt und Sport

## Privatleben
Perin-Gopie lebt in Den Haag, ist verheiratet und hat 2 Söhne und eine Tochter.